# Alistra mendanai
Alistra mendanai là một loài nhện trong họ Hahniidae.
Loài này thuộc chi Alistra. Alistra mendanai được Paolo Marcello Brignoli miêu tả năm 1986.